# Velika ravnica Koukdjuak
Velika ravnica Koukdjuak (Great Plain of the Koukdjuak) je tundra na jugozapadu arktičkog otoka Baffin u Nunavutu, Kanada. Tundra je duga oko 190 kilometarai široka 100-145 kilometara. Sjeverna joj je granica rijeka Koukdjuak, koja ističe iz jezera Nettilling i na svom putu dugom 80 kilometara predaje vode u zaljev Foxe. 
Velika ravnica Koukdjuak svjetski je najveća kolonija gniježđenja divljih ptica, napose gusaka (oko 1,5 milijuna), kao i snježne i kanadske guske. 

## Vanjske poveznice
- Map of Great Plain of the Koukdjuak (plain), Nunavut, Canada  Arhivirana inačica izvorne stranice od 12. siječnja 2008. (Wayback Machine)